# Wipperteich
Der Wipperteich war im Mittelalter bis zur Trockenlegung 1841 ein etwa 200 ha großes, angestautes Gewässer auf dem Vorsfelder Werder. Er diente der Fischzucht und dem Betrieb der nahen gelegenen Wippermühle durch die Wipperaller. Heute ist er eine landwirtschaftlich als Wiesen- und Ackerfläche genutzte Ebene im östlichen Niedersachsen nahe der Grenze zu Sachsen-Anhalt. Der frühere Teich liegt zwischen Wolfsburg-Velstove, Rühen-Brechtorf und Rühen-Eischott.

## Name
Die Namensherkunft des Wortes Wipper ist nicht eindeutig. Es kann auf wippendes Land hindeuten, da der Untergrund moorig ist. Eine andere Erklärung ist die Benennung durch den slawischen Stamm der Wenden, der auf dem Vorsfelder Werder bis ins Mittelalter sesshaft war. Wipper stammt danach vom altslawischen Wort vepri für Eber. Auch andere Gewässer der Gegend sind nach slawischen Tier- oder Pflanzennamen benannt worden.

## Geschichte
Entstanden ist der Teichgrund auf dem Rücken des Vorsfelder Werders während der Saaleeiszeit, als abfließendes Schmelzwasser eine tellerflache Ebene ausbildete. Diese Fläche entwässerte der 11 km lange Bach der Wipperaller. Er fließt noch heute vom 70 m hohen Werderrücken bei Hoitlingen durch die Ebene hinunter zum Drömling und mündet bei Vorsfelde in die Aller. Im Mittelalter staute man den Bach mit einem 500 m langen Damm zum Wipperteich an. Innerhalb einer 60-m-Höhenlinie entstand ein Gewässer mit 2 km Länge und 1 km Breite. Der nur 1,5 m tiefe Teich diente der Fischzucht und dem Betrieb der nahen Wippermühle, die von der Wipperaller als Teichabfluss angetrieben wurde. Aus dem Wasser ragten großflächige Inseln und Halbinseln, die Wiesenhorste, heraus. Dafür, dass die Anstauung des Gewässers bereits im 14. Jahrhundert erfolgte, spricht die urkundliche Erwähnung der Wippermühle 1366. Im Dreißigjährigen Krieg war der Teich wegen mangelnder Pflege mit Röhricht verwuchert und soll auch in manchen Jahren trockengefallen sein. Mit rund 200 ha (je nach Wasserstand) Fläche war der Wipperteich noch im 19. Jahrhundert das größte Gewässer im Braunschweiger Land.
Eine Güteraufnahme der fürstlichen Kammer des Herzogtums Braunschweig berichtet 1710, dass das Wachstum der Fische nicht so gut sei wegen des sterilen Teichgrundes und aufgrund von Raubvögeln. Trotzdem habe der Teich beim Abfischen alle drei Jahre einen Ertrag von etwa 3500 Fischen gebracht. Wegen des Fischreichtums waren die vier reichsten Vorsfelder Bürgerhäuser mit Krug- und Wirtschaftsgerechtigkeit verpflichtet, Hetzhunde zu halten und einen Wächter am Teich zu stellen.
Der Magdeburger Schulrektor und Heimatchronist Samuel Walther beschrieb den Teich in seinen Magdeburgischen Merckwürdigkeiten Teil VII. von 1737 so:
... den großen Wipper-Teich, der mitten durch den Werder gehet und eine halbe Meilweges sich erstrecket. Dieser Teich wird durch einen Bach, der von Hoitlingen kommt, beströmet, hat in der Mitten eine ziemliche Insul und Grasefeld und ist voller Fische.
1841 wurde der Teich endgültig trockengelegt und in Weideland sowie Acker umgewandelt. Heute deuten der schwarze Boden und der alte Damm noch auf den früheren Teich hin. Mitten durch ihn verläuft die Grenze zwischen der Stadt Wolfsburg und der Gemeinde Rühen. 1996 wurde am Ortsrand von Velstove ein Gedenkstein zur Erinnerung an den Wipperteich aufgestellt. Anfang des 21. Jahrhunderts gab es Überlegungen, den Teich erneut aufzustauen, um ein Feuchtbiotop zu schaffen sowie das Gebiet zu Erholungszwecken aufzuwerten. Diese Pläne wurden fallen gelassen.

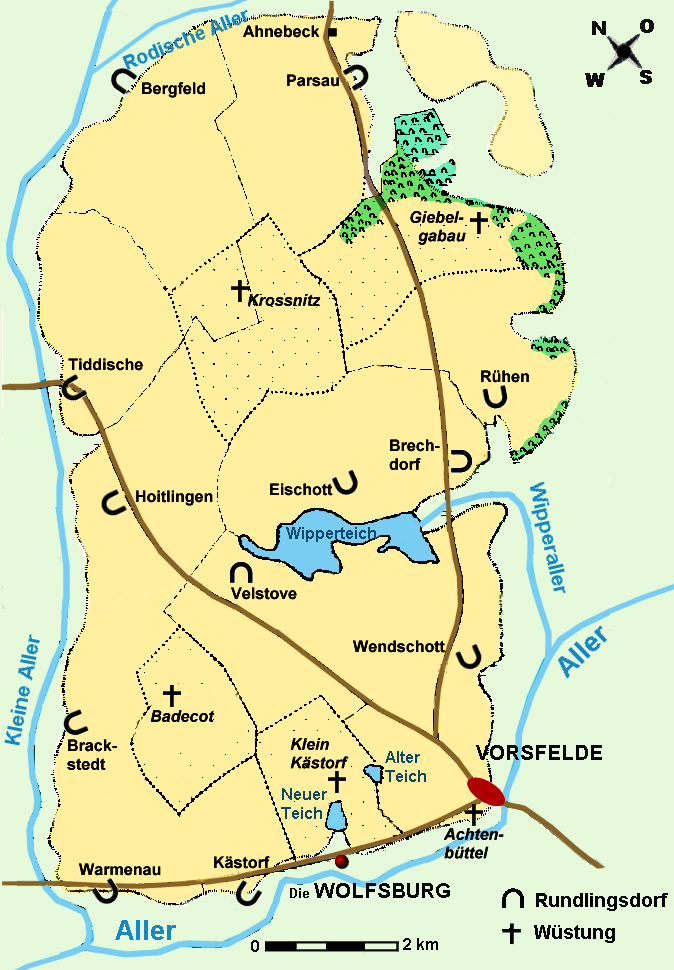
Wipperteich auf dem Vorsfelder Werder, Karte des 18. Jahrhunderts
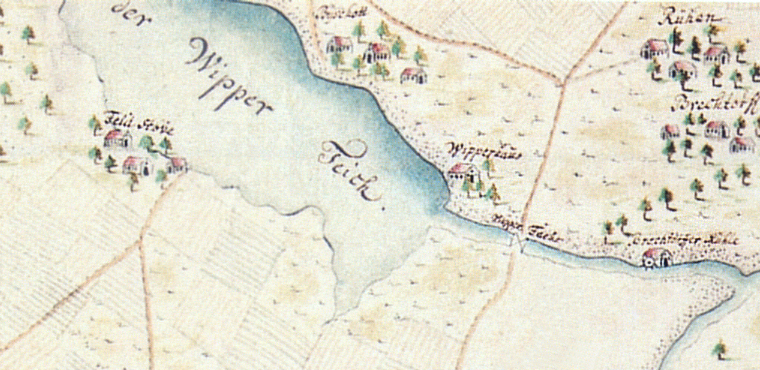
Darstellung des Teichs um 1745
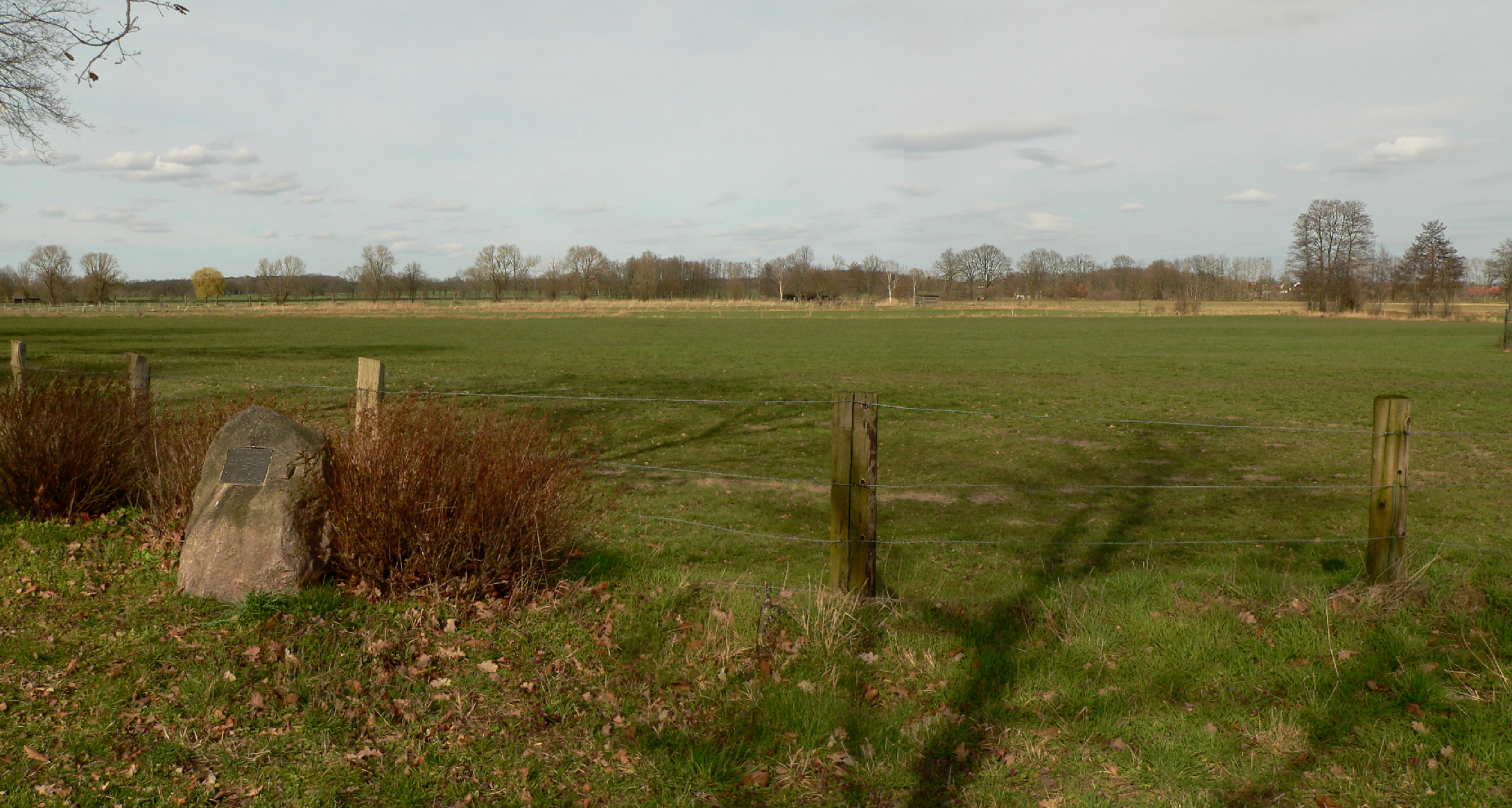
Gedenkstein für den Wipperteich in Velstove, dahinter die früheren Teichfläche
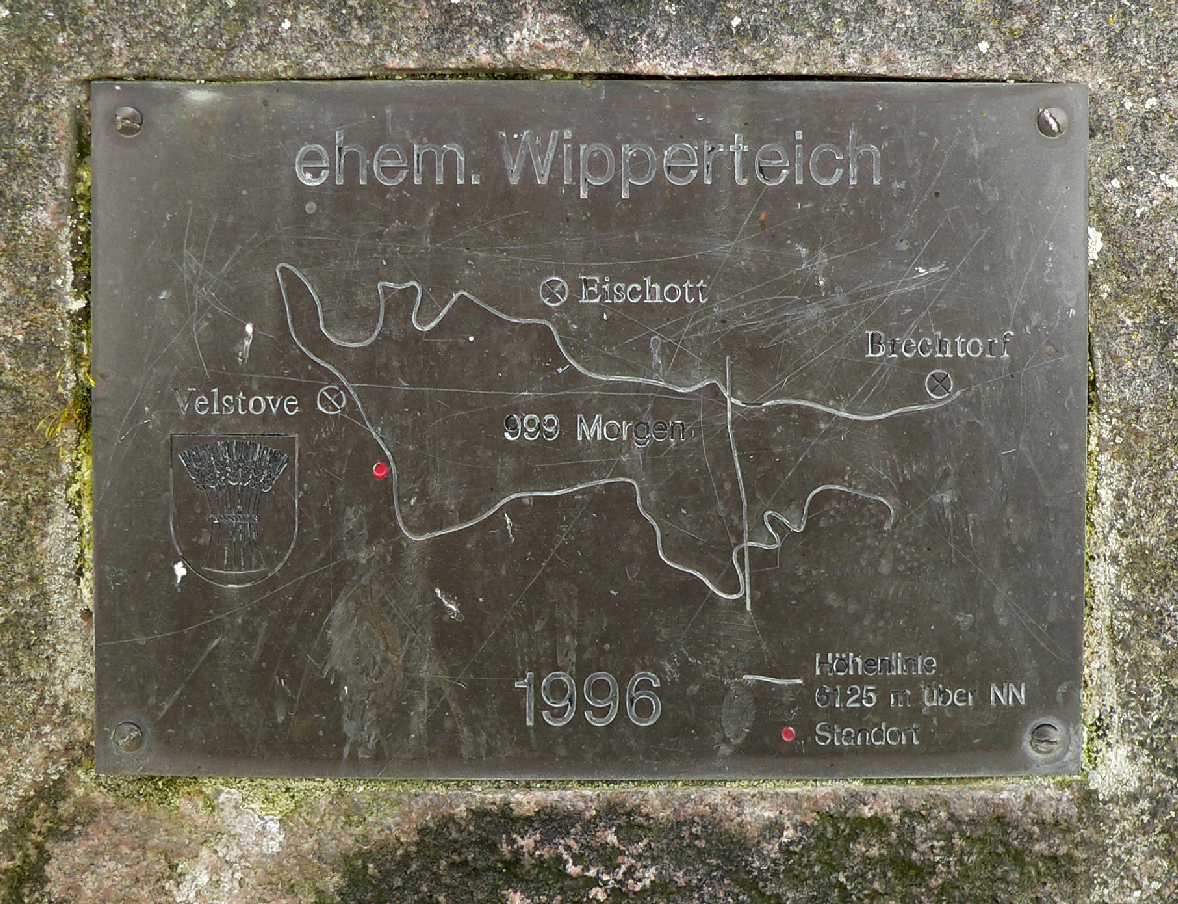
Zeichnung des Teichs auf der Metallplatte des Gedenksteins

## Sage
In der Sage vom Wipperteich wird von einer Frau aus Brechtorf berichtet, die sich so seltsam verhielt, dass man sie zur Hexe erklärte. Das Dorf wollte sich von dem Unwesen befreien und verbrachte sie gefesselt auf einem Wagen zum Wipperteich. An einer tiefen Stelle stürzte man sie mit dem Wagen in den Teich um sie zu ertränken. Als Rache dafür forderte der Teich dafür später seine Opfer. Eines Tages kam eine herrschaftliche Kutsche auf dem Weg von Wendschott nach Brechtorf. Wer den Kutscher fragte, wurde bereitwillig mitgenommen. Das jeweilige Opfer sank in einen tiefen Schlaf und ertrank im Teich, in den die Pferde liefen. Aber eine Frau aus Brechtorf konnte sich retten. Wenn ein starker Wind über den Teich zog, sprach man vom bösen Geist des Kemphans mit seinen grollenden Tönen. Eine Erklärung für das Geräusch könnte der Balzruf der Rohrdommel sein.